# Barbar Ali Khan
Barbar Ali Khan (ur. 5 sierpnia 1963) – pakistański bokser.
Uczestniczył w Letnich Igrzyskach Olimpijskich, w 1984 roku, odpadł w trzeciej rundzie w wadze koguciej po przegranej walce z Robinsónem Pitalúa z Kolumbii